# Fabio Nigro
Fabio Héctor Nigro (Junín, Argentina; 29 de diciembre de 1965) es un exfutbolista argentino que se desempeñaba como delantero.

## Clubes
| Club                    | País       | Año        |
| ----------------------- | ---------- | ---------- |
| River Plate             | Argentina  | 1983-1985  |
| Vigor Lamezia           | Italia     | 1985-1986  |
| Viterbese Calcio        | Italia     | 1986-1987  |
| SS Lazio                | Italia     | 1987-1988  |
| Viterbese Calcio        | Italia     | 1988-1990  |
| Frosinone Calcio        | Italia     | 1990-1992  |
| FC Gueugnon             | Francia    | 1992- 1993 |
| Slovan Bratislava       | Eslovaquia | 1993-1996  |
| Estudiantes de La Plata | Argentina  | 1996-1997  |
| Douglas Haig            | Argentina  | 1998       |
| Sarmiento de Junín      | Argentina  | 1998-2002  |